# Naile Sultan (figlia di Abdülhamid II)
Naile Sultan (turco ottomano: نائله سلطان, lett. "vincitrice"; Istanbul, 9 febbraio 1884 – Istanbul, 25 ottobre 1957) è stata una principessa ottomana, figlia del sultano Abdülhamid II e della consorte Dilpesend Kadın.

## Origini
Naile Sultan nacque il 9 febbraio 1884 a Istanbul, nel Palazzo Yıldız. Suo padre era il sultano ottomano Abdülhamid II e sua madre la consorte Dilpesend Kadın. Venne chiamata in onore della zia paterna Naile Sultan, morta precocemente due anni prima. Aveva una sorella minore, Seniha Sultan, morta a cinque mesi.
Naile era un prodigio musicale. Sotto la guida di Lombardi Bey, prima dei cinque anni era capace di suonare il pianoforte, l'arpa e il violino. Il suo talento era tale che, nel 1889, le venne concesso di suonare, insieme alla sorellastra di otto anni più grande Naime Sultan, per l'imperatrice tedesca Augusta Vittoria di Schleswig-Holstein-Sonderburg-Augustenburg, in visita a Istanbul. Naile colpì molto l'imperatrice, che commentò favorevolmente il suo talento anche una volta tornata in Germania e le inviò dei giocattoli in dono.
Nel 1901, Abdülhamid la promise in sposa a Cemaleddin Bey, terzo figlio di Gazi Osman Pasha, i cui fratelli maggiori, Nureddin e Kemaleddin, avevano sposato le figlie maggiori del sultano, rispettivamente Zekiye Sultan e Naime Sultan. Tuttavia, nel 1904 Kemaleddin venne coinvolto in un enorme scandalo quando si scoprì che aveva una relazione adultera con Hatice Sultan, cugina di sua moglie e figlia del sultano deposto Murad V. Di conseguenza, il fidanzamento di Naile venne sciolto.

## Matrimonio
Il 27 febbraio 1905, nel Palazzo di Kuruçeşme, Naile Sultan sposò Arif Hikmet Pasha, figlio del gran visir Abdurrahman Nurettin Pasha. I due vissero nel Palazzo di Kuruçeşme.
Hikmet era una persona gentile e di animo nobile e il matrimonio fu molto felice, ma non riuscirono ad avere figli.

## Esilio
Nel 1924 la dinastia ottomana venne esiliata.
Naile e suo marito si stabilirono a Beirut, in Libano. A differenza di molti altri membri della famiglia, che con l'esilio caddero in povertà, riuscirono a portare con sé i loro beni e a mantenere uno stile di vita pari a quello precedente. Mentre il Medio Oriente, in quegli anni, stava attraversando una fase di occidentalizzazione, Naile e suo marito continuarono a vivere in puro stile ottomano. La loro villa era arredata come un Palazzo di Istanbul e diviso in un harem e in un selamlik. Il secondo era l'area maschile, dove Hikmet lavorava e riceveva gli ospiti, mentre l'harem era la zona femminile, dove Naile si auto-confinò e dove, pare, entrò un unico uomo oltre a suo marito, ovvero il cognato Ali Füad Bey, marito della sua sorellastra Refia Sultan.

## Morte
Naile rimase vedova nel 1944. Nel 1952 l'esilio per le principesse fu revocato e Naile rientrò a Istanbul. Si stabilì nel quartiere Erenköy e morì il 25 ottobre 1957. Venne sepolta nel cimitero Yahya Efendi a Istanbul.

## Onorificenze
Naile Sultan venne insignita delle seguenti onorificenze:
- Ordine della Casa di Osman
- Ordine dei Medjidie, ingioiellato
- Ordine della Carità, 1ª Classe
- Medaglia Hicaz Demiryolu, oro
- Medaglia Iftikhar Sanayi, oro